# Vallby distrikt, Skåne
Vallby distrikt är ett distrikt i Simrishamns kommun och Skåne län. 
Distriktet ligger sydväst om Simrishamn. 

## Tidigare administrativ tillhörighet
Distriktet inrättades 2016 och utgörs till en del av det område Simrishamns stad omfattade till 1971, delen som före 1969 utgjorde Vallby socken.
Området motsvarar den omfattning Vallby församling hade vid årsskiftet 1999/2000.